# 한국유전체의학연구재단
한국유전체의학연구재단은 사회일반의 이익에 공여하기 위하여 공익법인의 설립운영에 관한 법률의 규정에 따라 유전자 이식 연구개발 등의 기초적인 연구를 후원함과 동시에 질병 모델 동물 및 유용물질 생산유전자 이식 동물의 개발 등에 관하여 전문적으로 연구, 그 성과를 보급함으로써 국민보건 향상과 미래 복지 사회 건설에 기여함을 목적으로 1995년 12월 9일 설립허가된 대한민국 과학기술정보통신부 소관의 재단법인이다. 사무실은 서울특별시 종로구 연건동 28, 서울의대 기초연구동 418호에 있다.